# Paranebalia
Paranebalia is een geslacht van kreeftachtigen uit de klasse van de Malacostraca (hogere kreeftachtigen).

## Soorten
- Paranebalia ayalai Escobar-Briones & Durand, 2004
- Paranebalia belizensis Modlin, 1991
- Paranebalia longipes (Willemoes-Suhm, 1875)